# Unidad Panamericana

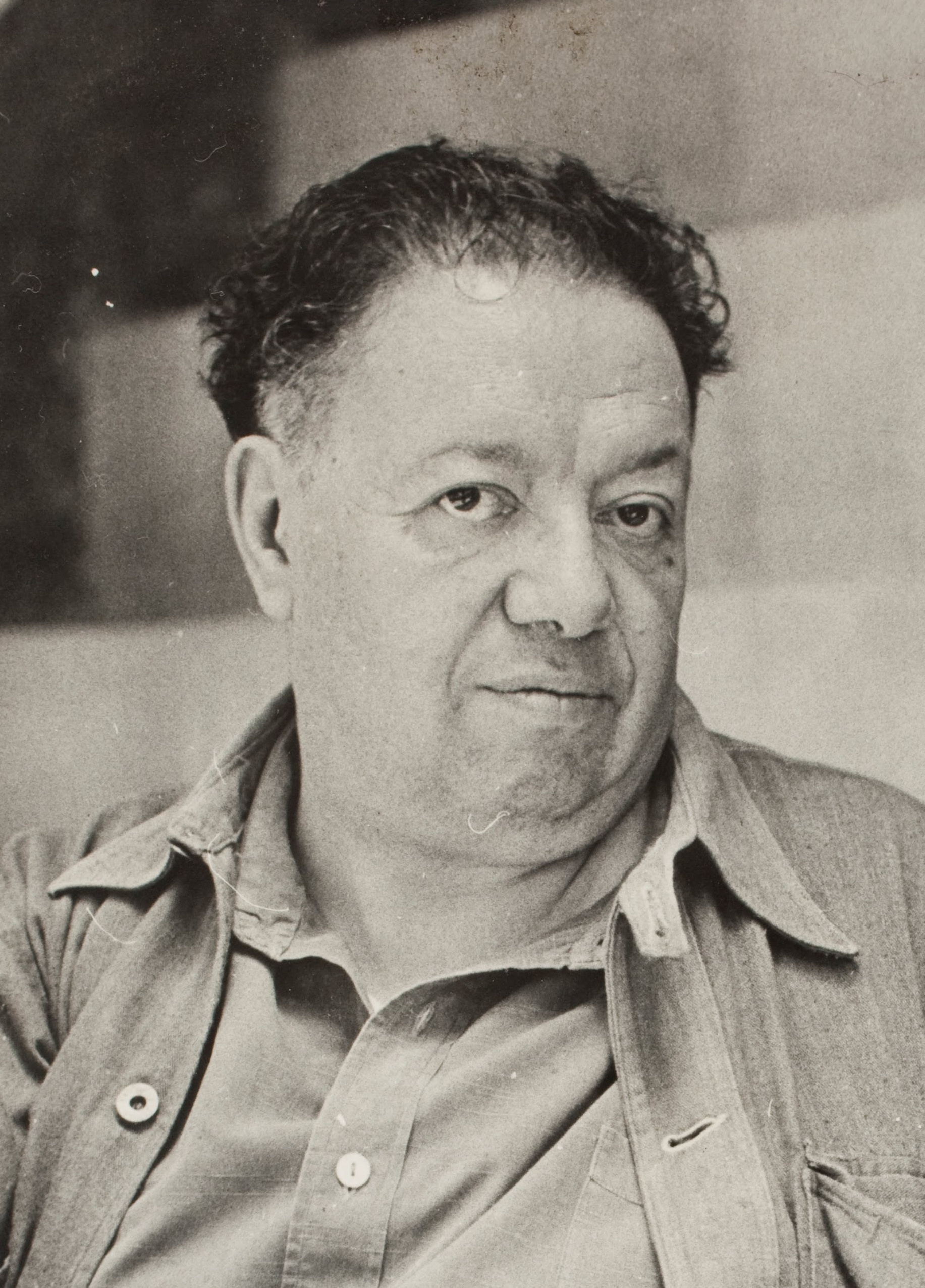
Diego Rivera (1886 - 1957)

Unidad Panamericana o Unión de la expresión artística del norte y del sur de este continente es un mural pintado al fresco de Diego Rivera de 1940, ubicado en el City College of San Francisco. Es uno de los tres murales que Diego Rivera realizó a lo largo de su carrera artística en Estados Unidos, específicamente creados en el estado de California. 

## Autor

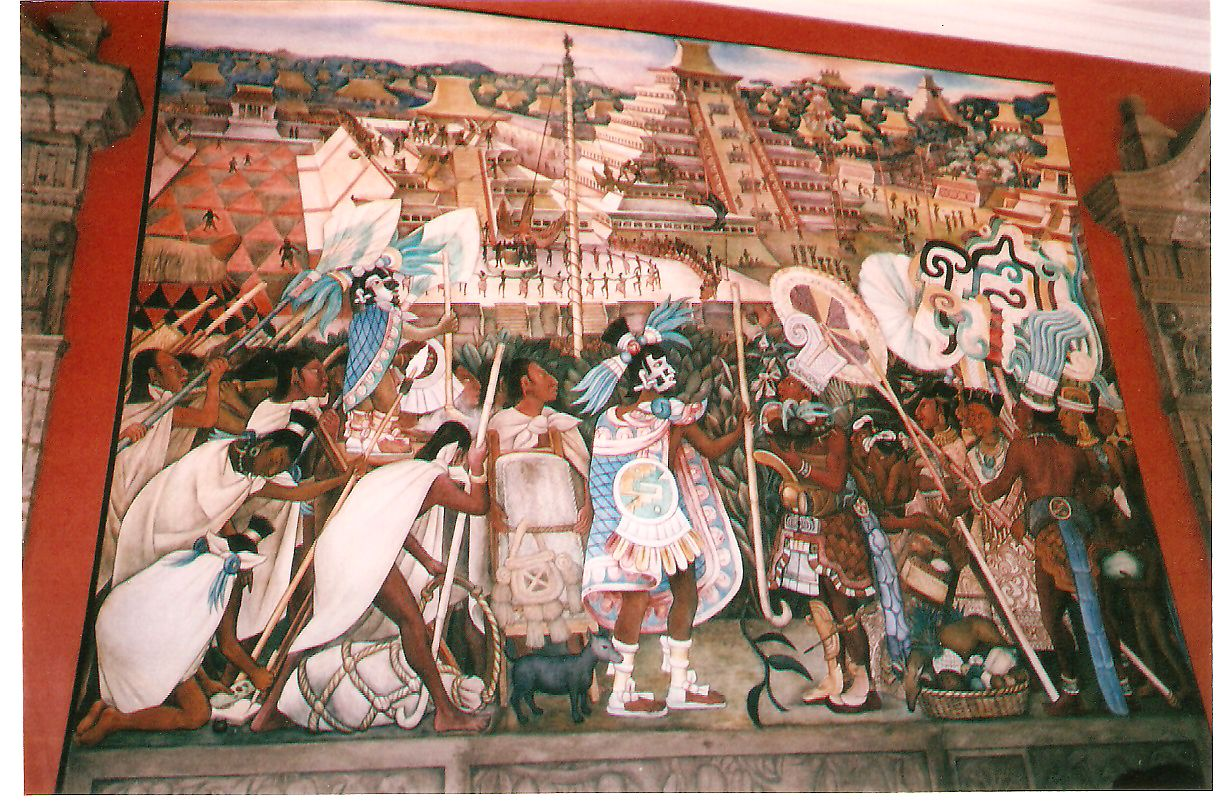
Mural en Palacio Nacional

Diego María de la Concepción Juan Nepomuceno Estanislao de Rivera y Barrientos Acosta y Rodríguez (1886 - 1957), popularmente conocido como Diego Rivera, originario del estado de Guanajuato, fue uno de los mayores representantes del muralismo mexicano, así como uno de los artistas más influyentes a lo largo de la historia de este país.
Desde muy joven, Rivera tuvo la oportunidad de asistir a clases nocturnas de arte, lo cual le ayudó para lograr viajar a España y conocer la obra de artistas como Goya, El Greco y Eduardo Chicharro; asistió al taller de paisajismo de este último. De igual manera, Rivera viajó a París, donde conoció a más artistas, como Pablo Picasso o Paul Cézanne, quienes son los que lo introducen al cubismo.
Junto con José Clemente Orozco y David Alfaro Siqueiros, se consideraba a Rivera como parte de la gran tríada del muralista mexicano durante el siglo XX. Rivera siempre se vio envuelto en problemas políticos debido a su ideología, incluso formó el Partido Comunista Mexicano y logró convencer al gobierno mexicano de brindarle asilo político al político ruso León Trotski, gracias a su gran poder e influencia en el país.

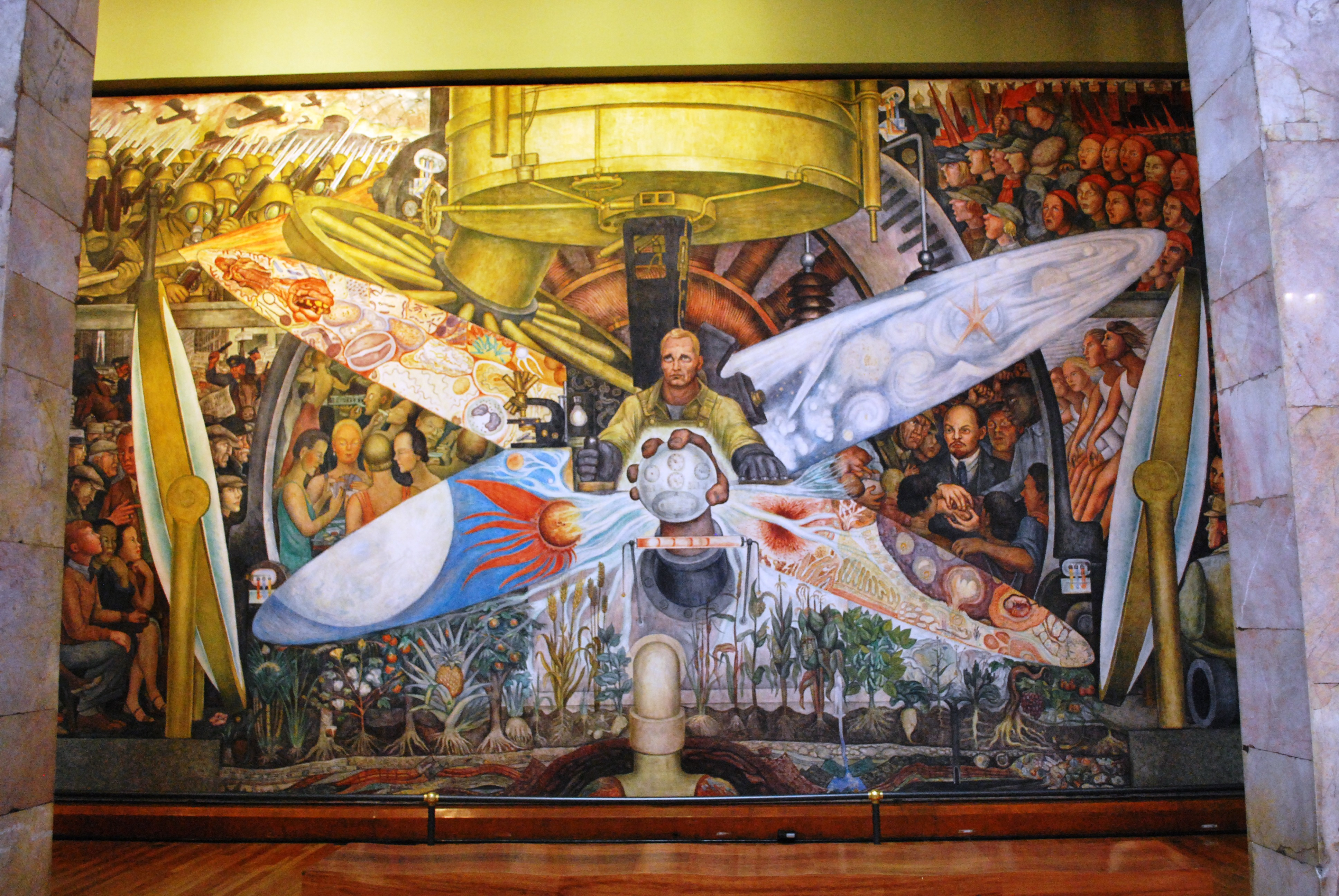
Mural Palacio de Bellas Artes

Sus obras se encuentran expuestas a lo largo del país, así como fuera de este, algunas de las más destacadas son los murales de la Secretaría de Educación, de la Escuela Nacional de Agricultura de Chapingo, del Palacio Nacional y del Palacio de Bellas Artes.

## Historia
El fresco Unidad Panamericana, fue pintado localmente en San Francisco por encargo del San Francisco Junior College durante la segunda sesión de GGIE, celebrada en el verano de 1940. En el momento de la comisión del mural, el liderazgo de la universidad había planeado instalarlo en la Biblioteca Pflueger, que aún no se había construido, después del cierre del GGIE de 1939-1940. Pflueger había diseñado la biblioteca con la intención de que el mural de Rivera cubriera tres paredes; el mural terminado se montaría en la pared sur de la sala de lectura de la biblioteca, y Rivera tenía la intención de regresar una vez que la biblioteca estuviera completa para agregar murales a los muros oeste y este. Tanto la Comisión de Arte de San Francisco como la Junta de Educación recibieron protestas por el contenido del mural antes de su finalización, principalmente debido a las caricaturas incluidas de Adolf Hitler y Benito Mussolini. La Comisión de Arte aprobó el mérito artístico en agosto de 1940, pero aplazó el juicio sobre el tema apropiado a la Junta de Educación. Pflueger anunció que Rivera continuaría trabajando en el mural durante "al menos otra semana" después del cierre de GGIE.
Rivera completó el mural tres meses después del cierre de GGIE, y 32 000 automóviles llegaron a Treasure Island con hasta 100 000 visitantes para ver el trabajo terminado el domingo 1 de diciembre. El alcalde de San Francisco, examinando a la multitud, bromeó: "Este Rivera es más popular que Wendell Willkie". La Comisión de Artes de San Francisco aceptó el mural en enero de 1941. Después de su exhibición a principios de diciembre, el mural fue embalado y almacenado en Treasure Island.
Mientras estaba almacenado, el Museo Young se negó a tomar el mural en 1941, ya que era demasiado grande para moverlo de manera convencional; el costo de US$4.800 (equivalente a $90.000 en 2021) para bajar los paneles a través de un tragaluz se citó como la razón para rechazarlo. Ese año, mientras extinguía un incendio en un hangar en Treasure Island, una de las cajas fue atravesada por el hacha de un bombero, dejando un corte de 20 pulgadas (510 mm) cerca del retrato de Sarah Gerstel en la Sección 5. Pflueger le escribió a Rivera, quien se ofreció a reparar el daño, pero nunca tuvo la oportunidad. Las piezas embaladas se trasladaron al almacén de la universidad en junio de 1942, junto al gimnasio de hombres. Emmy Lou Packard, la asistente principal de Rivera en el mural, examinó el daño pero no lo reparó en ese momento, sino que optó por esperar a que se instalara el mural en la biblioteca. Sin embargo, con el comienzo de la Segunda Guerra Mundial, la construcción de la biblioteca se pospuso para ahorrar material para la fabricación en tiempos de guerra y, después de la muerte de Pflueger en 1945, se archivó indefinidamente.
Después de que Milton Pflueger (el hermano menor de Timothy) recibió el encargo de diseñar el teatro del campus de CCSF en 1957, propuso que su diseño inicial para el vestíbulo del teatro se ampliara para acomodar el mural en las nuevas instalaciones. Emmy Lou Packard regresó para reparar el daño después de que se completó el teatro en 1961, y Mona Hoffman, otra de las asistentes de Rivera en la obra original, no pudo distinguir la reparación, para deleite de Packard.
La biblioteca actual del CCSF, que abrió sus puertas en 1995, fue diseñada con un atrio de cuatro pisos para sostener el mural, pero no se movió por temor a posibles daños. En 1999, un experto del Instituto de Conservación Getty reprendió al personal universitario a considerar los próximos doscientos años, y la hija del artista, Guadalupe Rivera-Marín, desafió a CCSF a construir un edificio dedicado al mural. Un edificio conceptual fue diseñado por Jim Díaz de KMD Architects en 2012 para albergar el mural.

## Iconografía
Unidad Panamericana consta de cinco secciones, la primera hace referencia al pasado indígena, mostrando la fusión con la cultura religiosa en un México post-conquista. En la segunda sección muestra algunos elementos del pasado y el presente, mostrando a una clavadista, Helen Crlenkovich, con un paisaje de México con una costa, haciendo alusión a la bahía de San Francisco, así como a los mares que rodean el país; debajo de Crlenkovich se aprecia el puente mundialmente reconocido Golden Gate, como representante de la ciudad de San Francisco. Otro elemento importante es el escultor mexicano Mardonio Magaña-Camacho, realizando una escultura de Quetzalcóatl. En la parte inferior se puede reconocer a Rivera de espaldas realizando algunos retratos de personajes históricos de la independencia de distintos países, alguno de ellos son Simón Bolívar, Miguel Hidalgo y Thomas Jefferson. Debajo de estos personajes se muestra a una escultora de Tehuantepec, la cual representa a una sociedad donde las mujeres son las encargadas de los trabajos artísticos. Continuando, la tercera sección representa a una diosa azteca, Coatlicue, fusionada con una máquina propia de la compañía Ford; por debajo de esto se encuentra Frida Kahlo junto con Paulette Goddard. En la cuarta sección, aparece nuevamente la clavadista, así como la continuación del mar y la pequeña isla de Alcatraz. Por último, la quinta sección expone la tecnología destacada en Norteamérica, así como su desarrollo, magnitud e importancia.